# 布劳沃德学院
布劳沃德学院（英語：Broward College）是美國佛罗里达州劳德代尔堡的一所公立大學。它成立于1959年，當時是一所两年制大学。 2008年，定名為布劳沃德学院，並可以提供四年制的學士学位。